# 叙利亚抵抗

叙利亚抵抗旗帜

叙利亚抵抗（羅馬化：Al Muqāwamat al-Sūriyah）是叙利亚的一个武装组织。该组织成立于2011年，原名争取伊斯肯德伦桑贾克解放人民阵线。该组织自称奉行社会主义爱国主义和马克思列宁主义意识形态。该组织的领导人是米赫拉克·乌拉尔，他是一名拥有叙利亚国籍的土耳其阿拉维派。该组织在叙利亚内战中支持巴沙尔·阿萨德政府。该组织主要在叙利亚西北部地区活动，总部设于拉塔基亚。2015年，有2000名成员。